# هايستينغز إسماي (بارون إسماي الأول)
هايستينغز إسماي (بارون إسماي الأول) (بالإنجليزية: Hastings Ismay, 1st Baron Ismay)‏ (و. 1887 – 1965 م) هو سياسي، ودبلوماسي، وضابط  بريطاني، ولد في Nainital ‏، بدأ مشواره المهني سنة 1905، ويحمل رتبة عسكرية General (United Kingdom) ‏، توفي في Wormington Grange ‏، عن عمر يناهز 78 عاماً.

## مناصب
تولى منصب
- السكرتير العام لحلف الناتو 24 مارس 1952–16 مايو 1957
- Secretary of State for Commonwealth Relations [الإنجليزية]‏ 28 أكتوبر 1951–12 مارس 1952
- عضو المجلس الخاص بالمملكة المتحدة  [لغات أخرى]‏ منذ 1951[8]
- عضو مجلس اللوردات  [لغات أخرى]‏ 6 فبراير 1947–17 ديسمبر 1965

.

## التعليم
تعلم في الكلية العسكرية الملكية بساندهيرست ‏، وتعلم في مدرسة شارترهاوس ‏
.

## الخدمة العسكرية
خدم في الجيش البريطاني.

## جوائز
حصل على جوائز منها:
- فارس الرباط  [لغات أخرى]‏ في 1957[8]
- الصليب الأعظم لنيشان رهبانية الحمام من رتبة فارس في 1946[8]
- جائزة رفيق الشرف ‏ في 1945[8]
- نيشان الحمام من رتبة فارس في 1940[8]
- نيشان الحمام من رتبة مرافق  [لغات أخرى]‏ في 1931[8]
- نيشان الخدمة المتميزة  [لغات أخرى]‏ في 1920[8]
- وسام الاستحقاق الأمريكي برتبة فيلق